# Tryliard
Tryliard – liczba o wartości: 1 000 000 000 000 000 000 000 = 1021, czyli jedynka i 21 zer w zapisie dziesiętnym. Termin tryliard jest stosowany w nazewnictwie liczebników w skali długiej i nie ma swojego odpowiednika w skali krótkiej.
W krajach stosujących krótką skalę (głównie kraje anglojęzyczne) liczba 1021 nosi nazwę sekstylion, tak jak 1036 w pozostałych krajach.
W układzie SI mnożnikowi 1021 odpowiada przedrostek jednostki miary zetta o symbolu Z, a jego odwrotności (jedna tryliardowa) 10-21 odpowiada zepto  o symbolu z.